# Ngụy, Hàm Đan
Ngụy (chữ Hán giản thể: 魏县, âm Hán Việt: Ngụy huyện) là một huyện thuộc địa cấp thị Hàm Đan, tỉnh Hà Bắc, Cộng hòa Nhân dân Trung Hoa. Huyện này có diện tích 862 ki-lô-mét vuông, dân số 800.000 người. Mã số bưu chính huyện Ngụy là 056800. Chính quyền huyện đóng ở trấn Ngụy Thành. Về mặt hành chính, huyện Ngụy được chia thành 7 trấn, 14 hương. Tổng cộng có 561 thôn hành chính.
- Trấn: Ngụy Thành, Đức Chính, Hồi Long, Bắc Cao, Song Tỉnh, Nha Lý, Xa Vãng.
- Hương: Đại Mã Thôn, Đại Tân Trang, Đại Ma, Đông Đại Cố, Bắc Đài Đầu, Nhân Vọng Tập, Biên Mã, Sa Khẩu Tập, Cức Kế Trại, Dã Hồ Quải, Viện Bảo, Nam Song, Bạc Khẩu, Trương Nhị Trang.